# Celestino antes del alba

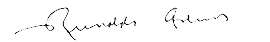
Firma de Reinaldo Arenas.

Celestino antes del alba es una novela testimonial escrita por el cubano Reinaldo Arenas en 1967. Fue su primera novela y el único libro que publicó en Cuba. Con ella, ganó un concurso de narrativa organizado por la Unión de Escritores y Artistas de Cuba, en donde José Lezama Lima y Alejo Carpentier eran parte del jurado.
Es la primera obra de su pentagonía, es decir, una serie de cinco novelas, seguida de:
- El palacio de las blanquísimas mofetas,
- Otra vez el mar,
- El asalto y
- El color del verano.

## Sinopsis
La historia trata de un niño que vive con sus abuelos y su madre en una casa rural de Cuba. El personaje narra su vida cotidiana en la casa familiar. Se inventa un primo fantasma, llamado Celestino, que escribe poesía en los troncos de los árboles, para escapar de la realidad que lo acosa. Alucina, ve cosas que existen y no existen. Esta es su manera de atravesar las condiciones tan difíciles en las que habita:
«En Celestino antes del alba, el niño-narrador sueña e idealiza refugios imaginarios para sobrevivir las privaciones y violencias de su medio ambiente. Este joven —sin nombre a través de toda la novela— crea un ser más puro, un poeta (Celestino), que al ser producto de su poder de invención, duplica la capacidad creativa de su autor, Reinaldo Arenas. Muchos críticos se han equivocado en llamar al niño-narrador “idiota” o “necio”, ya que él mismo se reconoce como tal. Sin embargo, su habilidad de crear mundos de fantasía demuestra una ingeniosa estrategia para sobrevivir dentro de una realidad abrumadora».

## Estilo
Es una visión personal y única de la infancia. Una infancia marcada por la pobreza, el aislamiento, la crudeza y el ostracismo. No obstante, su narrativa incursiona dentro de lo fantástico y lo alucinante, del realismo mágico, pero también del neobarroco, ya que el autor experimenta con diversos géneros dentro de la misma obra.